# Kasturi Thimmanahalli, Challakere
Kasturi Thimmanahalli là một làng thuộc tehsil Challakere, huyện Chitradurga, bang Karnataka, Ấn Độ.